# Анджело Санудо
Анджело Санудо (на италиански: Angelo Sanudo, † 1262) е венециански благородник и втори владетел на Херцогство Наксос (Херцогството на Архипелага) от 1227 година до 1262 година.
Той е син на Марко Санудо, първи херцог на Наксос и първата му съпруга, чието име е неизвестно. През 1216 г. придружава баща си в последния поход на Хенрих Фландърски срещу Епирското деспотство. В Тесалоника те се срещат с малко преди смъртта му с императора и той признава Анджело за наследник на Марко I. Той наследил баща си около 1227 г. и се обявил за васал на императора на Латинската империя Робер I дьо Куртене. Анджело бил верен васал на Латинската империя и силният му флот държал под контрол Егейско море, готов да се противопостави на засилващата се Никейска империя.
През 1229 г. Анджело Санудо е повикан на помощ от венецианския губернатор на Крит – Джовани Сторлато. На Крит отново бушували въстания против властта на Венеция, подкрепяни от никейския император Йоан III Дука Ватаци и мощния никейски флот. Опасявайки се за херцогството си, което можело лесно да бъде нападнато от Ватаци в негово отсъствие, през 1230 г. Анджело Санудо напуснал Крит и се завърнал на Наксос.
В 1235 г. Анджело Санудо изпратил флота си на помощ на латинския император Балдуин II и регента Жан дьо Бриен, обсадени в Константинопол от войските на българския цар Иван Асен II и никейския император Йоан III Дука Ватаци. Решаващата намеса на херцога на Наксос провалила плановете на българите и никейците и ги принудила да подпишат двугодишен мир с Латинската империя, като Санудо лично участвал в мирните преговори. За да накаже Анджело Санудо за подкрепата на Латинската империя, Ватаци превзел остров Аморгос на Цикладите, който бил владение на венецианския благородник Джеремая Гизи, роднина на херцога.
През 1247 г. Анджело Санудо заедно с графа на Кефалония Орсини, владетелите на Негропонте и Гуидо дьо ла Рош от Атина оказал подкрепа на владетеля на Ахейското княжество – Гийом II Вилардуен, който обсаждал последната гръцка крепост в Ахея – Монемвасия, която паднала през 1249 г. През 1248 г. латинският император Балдуин II предал васалните права над херцогство Наксос на Ахейското княжество, и така сюзерен на Санудо станал князът на Ахея – Гийом II Вилардуен.
Като васал на Ахея, Андежло Санудо участвал заедно с Гийом II Вилардуен в битката при Пелагония в 1259 г., където рицарите претърпяват съкрушително поражение от никейския император. Вилардуен, Санудо и повечето от ахейските барони попадат в плен, но скоро след това Анджело успял да се освободи и да се завърне на Наксос. Две години по-късно, през 1962 г. Михаил VIII Палеолог превзема Константинопол и слага край на Латинската империя. Император Балдуин II избягал от столицата инамира убежище в Тива. Тук пристигнали съпругата на Анджело и големият му син – Марко, за да му заявят вярност от името на херцогство Наксос. В Тива Балдуин лично посветил в рицарство Марко II Санудо.

## Семейство
Анджело Санудо е женен за френска благородничка, дъщеря на Макер дьо Сент Менеулд, барон на Латинската Империя, загинал 1224 г. в Мала Азия.
Те имали три деца:
- Марко II Санудо, херцог на Наксос
- Мартино Санудо, владетел на Парос
- Мария Санудо, жена на Паоло Навигайосо, владетел на Лемнос